# فرانک (دهانه)
فرانک یک دهانه برخوردی در ماه‌ است.